# Дідрик зеленоголовий
Ді́дрик зеленоголовий (Chrysococcyx minutillus) — вид зозулеподібних птахів родини зозулевих (Cuculidae). Мешкає в Південно-Східній Азії і Австралазії.

## Опис

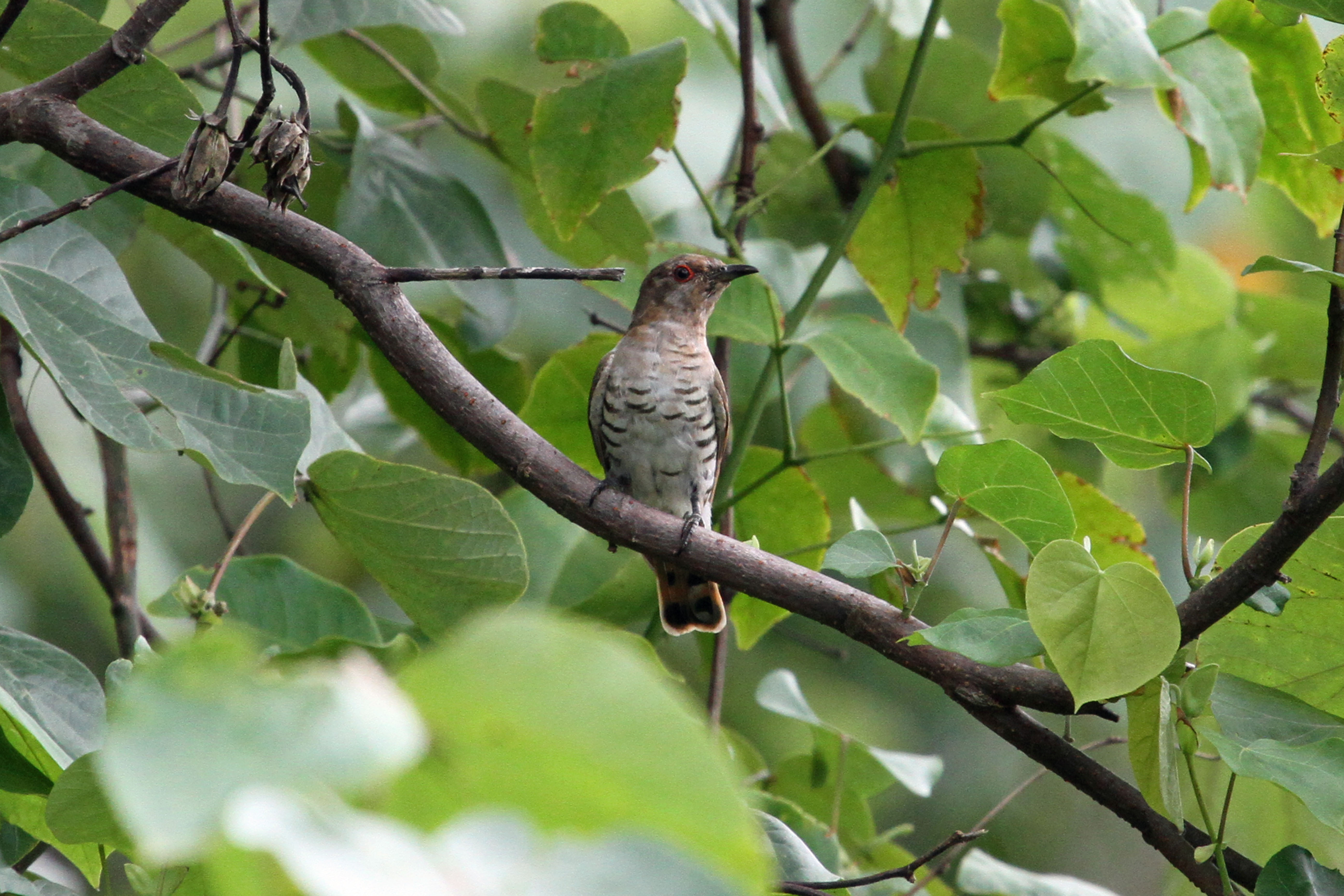
Зеленоголовий дідрик

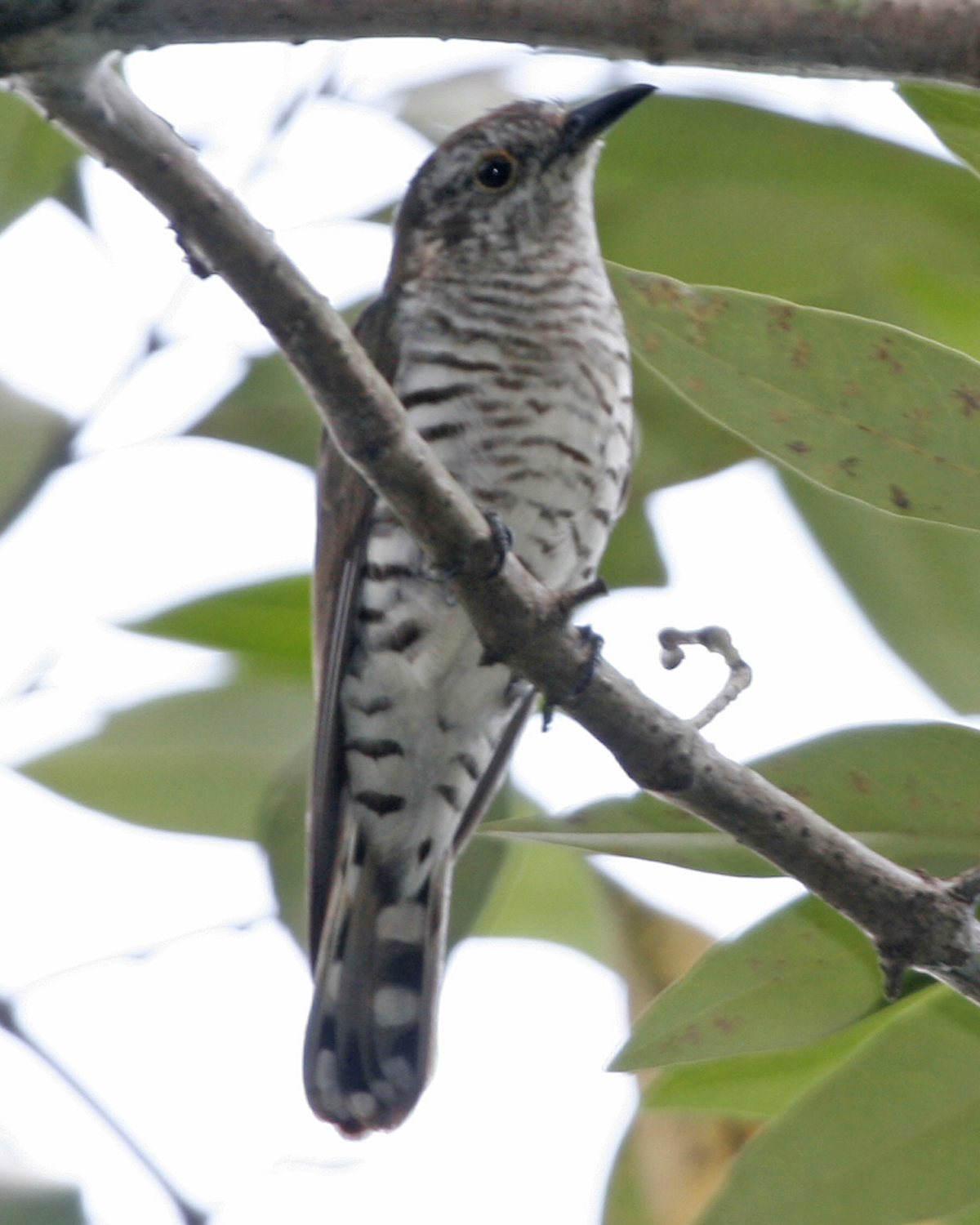
Зеленоголовий дідрик

Довжина птаха становить 15-17 см. у представників номінативного підвиду голова і шия темно-зелені, блискучі, решта верхньої частини тіла блідо-коричнева з легким зеленим відблиском. Нижня частина тіла біла, поцяткована поперечними темними смугами. Над очима пістряві темно-білі смуги. Райдужки червоні, навколо очей червоні кільця. Представники різних підвидів вирізняються відтінками верхньої частини тіла і смужок на нижній частині тіла, а також світлої плями на голові. У самиць підвиду C. m. peninsularis навколо очей зелені кільця, у самиць підвиду C. m. barnardi вони жовті.

## Підвиди
Виділяють дванадцять підвидів:
- C. m. peninsularis Parker, SA, 1981 — крайній південь Таїланду (перешийок Кра) і Малайський півострів;
- C. m. albifrons (Junge, 1938) — Суматра, Ментавайські острови і захід Яви;
- C. m. aheneus (Junge, 1938) — Калімантан і південні Філіппіни;
- C. m. jungei (Stresemann, 1938) — Сулавесі, Банґґайські острови[en], острів Маду, центральні Малі Зондські острови (від Флоресу до Алору);
- C. m. rufomerus Hartert, EJO, 1900 — острови Романґ[en] і Дамар[en] (східні Малі Зондські острови);
- C. m. crassirostris (Salvadori, 1878) — острови Таянду[en], Кай[en] і Танімбар (південні Молуккські острови);
- C. m. salvadorii (Hartert, EJO & Stresemann, 1925) — острови Бабар[en] (крайній схід Малих Зондських островів);
- C. m. misoriensis (Salvadori, 1876) — острів Біак[en];
- C. m. poecilurus Gray, GR, 1862 — Молуккські острови, Нова Гвінея і сусідні острови;
- C. m. minutillus Gould, 1859 — північ Австралії (від північного заходу Західної Австралії до північного заходу півострова Кейп-Йорк на північному сході Квінсденду);
- C. m. russatus Gould, 1868 — північний схід півострова Кейп-Йорк;
- C. m. barnardi Mathews, 1912 — схід Австралії (від східного Квінсленду до сходу центрального Нового Південного Уельсу).

Деякі дослідники виділяють підвиди C. m. crassirostris і C. m. salvadorii у окремий вид Chrysococcyx crassirostris.

## Поширення і екологія
Зеленоголові дідрики мешкають у В'єтнамі, Камбоджі, Таїланді, Малайзії, Індонезії, Малайзії, Брунеї, Папуа Новій Гвінеї, Австралії і на Філіппінах. Вони живуть у вологих рівнинних і ігірських тропічних лісах, в рідколіссях, саванах і чагарникових заростях, в парках і садах. Зустрічаються на висоті до 1400 м над рівнем моря. Живляться гусінню і комахами. Як і багато інших видів зозуль, практикують гніздовий паразитизм, відкладаючи яйця в гнізда іншим птахам.